# زوليب
زوليب (بالإنجليزية: Zulip)‏ عبارة عن دردشة مفتوحة المصدر وبرنامج تعاوني تم إنشاؤه بواسطة Jeff Arnold و Waseem Daher و Jessica McKellar و Tim Abbott في عام 2012. اليوم، هو أحد البدائل المجانية والمفتوحة المصدر لـ Slack، مع أكثر من 40000 التزام ساهم بها 660 شخصًا.

## وصلات خارجية
- الموقع الرسمي